# AJS V-twins
De AJS V-twins vormen een serie motorfietsen met tweecilinder V-motoren die het Britse merk AJS uit Wolverhampton produceerde van 1912 tot 1940. 

## Voorgeschiedenis
De familie Stevens had aanvankelijk een smidse in Wolverhampton. Rond 1897 werd een stationaire motor van het Amerikaanse merk Mitchell aangekocht. Deze motor bleek zeer onbetrouwbaar en Harry Stevens besloot een eigen stationaire motor te bouwen. Rond 1904 was deze motor volop in productie en populair in de industrie van Wolverhampton. Het motorfietsmerk Wearwell gebruikte Stevens-motoren als inbouwmotor voor haar motorfietsen en al snel volgde ook Clyno. Harry had zelf al in 1905 een eigen frame gemaakt waar toen nog een JAP-motor in werd gehangen. Omdat men wilde gaan deelnemen aan de Isle of Man TT werd besloten de "Stevens Motor Mfg. Co." om te dopen tot "A.J. Stevens & Co (AJS), Wolverhampton". De naam AJS was samengesteld uit de initialen van de enige zoon met twee Christelijke voornamen: Albert John Stevens. In 1910 bracht men de eerste motorfietsen onder eigen naam op de markt, de AJS Modellen A en B, 300cc-eencilinders met zijklepmotoren. 

### Faillissement van Wearwell
Wellicht was het faillissement van Wearwell in 1911 een van de aanleidingen om de V-twins te gaan bouwen. Wearwell was een goede klant van de AJS-inbouwmotoren geweest, een markt die nu verloren ging. Bovendien had men al 5 en 6pk-V-twins in productie die door Clyno in haar zijspancombinaties werden gemonteerd. De stap naar eigen zwaardere modellen was dus niet erg groot. 

## Jaren tien

### Model D 1912
De Modellen A en B kregen in 1912 een iets grotere motor met een boring van 70 mm en een slag van 82 mm, waardoor de cilinderinhoud op 315 cc kwam. Tegelijk verscheen het AJS Model D met dezelfde verhoudingen, maar met een tweecilinder V-motor van 630 cc. Het werd al tentoongesteld op de Olympia Show in het najaar van 1911. Het werd gekwalificeerd als 5pk-model en had een tweeversnellingsbak, een kickstarter, volledige (primaire en secundaire) kettingaandrijving, een geveerde "Druid"-patent girder-voorvork. In het voorwiel zat een velgrem die door een pedaal en een bowdenkabel werd bediend. Achter zat een met de voet bediende dummy belt rim brake. De motor was een V-twin-zijklepmotor met uitwisselbare cilinders. Voor het motorblok zat een UH-ontstekingsmagneet die door een kettinkje vanaf de nokkenas werd aangedreven. De kettingen kwamen van Hans Renold. De machine werd als solomotor verkocht voor 60 gienjes, maar was nadrukkelijk als zijspantrekker bedoeld en daarvoor was het frame ook verstevigd. Zoals gebruikelijk had de machine een aluminium flattank tussen de bovenste framebuizen waarin ook de olietank zijn eigen compartiment had. Een handpomp zorgde voor de smering. Er was een stevige bagagedrager met aan de achterkant een gereedschapskastje met boordgereedschap en een achterwielstandaard. De bodemvrijheid bedroeg 14 cm. Voor klanten was dat belangrijk, vanwege de onverharde wegen maar ook vanwege de nog veel slechtere omstandigheden in de Britse koloniën.

### Model D 1913
In 1913 werd het Model D helemaal vernieuwd. De motor kreeg zowel een andere boring als een andere slag en mat nu bijna 700 cc, waardoor het model als "6 HP" werd aangeduid. De achterrem werd vervangen door een moderne trommelrem en er waren drie versnellingen beschikbaar. De gehele kettingaandrijving vond plaats in gesloten kettingkasten en klanten konden als optie kiezen voor beenschilden. Het enkele gereedschapstasje aan de achterkant was vervangen door twee leren tasjes naast het bagagerek. Aan de achterste framebuis hing een klein bandenpompje. Het Model D werd nu ook als complete zijspancombinatie verkocht. Daarvoor gebruikte men zijspannen van Charles William Hayward, die al zijspannen voor Sunbeam bouwde. De AJS Model D-zijspancombinatie werd een groot succes.

### Model A 1914-1916
Het eencilindermodel A was in 1912 uit productie gegaan. Toch kwam er in 1914 opnieuw een model met de aanduiding "A". Dit was echter een heel andere motorfiets. Het was een 550cc-50º V-twin die ook was bedoeld als zijspantrekker en zelfs compleet met zijspan geleverd kon worden. Dat was mogelijk omdat AJS in 1913 de Hayward-zijspanfabriek had overgenomen. Dit nieuwe Model A was vanaf 1915 voorzien van het AJS Scientific Frame, dat uitsluitend uit rechte buizen bestond en een wigvormige tank vereiste omdat de bovenbuis rechtstreeks van het balhoofd naar de zadelpen liep. Dit frame was ontwikkeld voor het in 1912 geïntroduceerde 631cc-Model D. Van dit Model D was het nieuwe Model A feitelijk een kleinere versie. Het voorwiel werd geveerd door de nieuwe Brampton patent spring forks en had nog steeds een velgrem, maar het ongeveerde achterwiel had al een trommelrem. Ook had de machine volledige kettingaandrijving en een drieversnellingsbak. Het had ook demontabele wielen, een nieuwigheid in die tijd. Hoewel het een toermotorfiets was, had de machine toch de verlaagde "Semi TT handlebars", een verlaagd stuur waardoor een wat sportievere zithouding mogelijk was. Wel had het Model A een Britse "Hill Bristol" ontstekingsmagneet, omdat de Duitse Bosch-magneten door het uitbreken van de Eerste Wereldoorlog niet meer geleverd werden. Dit nieuwe Model A kostte 66 gienjes, maar als zijspancombinatie 81 gienjes. Het ging in 1916 uit productie omdat AJS van het Ministry of Munitions de opdracht kreeg om munitie te gaan produceren en daarnaast 1100 motorfietsen van het Model D aan het Russische leger mocht leveren.

### Model D 1914-1920
In 1914 werd de slag van het Model D verlengd tot 87 mm, waardoor de cilinderinhoud op 748,3 cc kwam. Nu de Bosch-magneet vanwege de oorlog niet meer leverbaar was, kreeg het Model D een Amerikaanse Splitdorf-magneet, maar klanten konden ook kiezen voor een Lucas-dynamo met elektrische verlichting. Uiterlijk veranderde het model in 1914 nog niet veel, maar in 1915 kreeg de machine het nieuwe "AJS Scientific Frame" met rechte buizen waarbij de bovenbuis rechtstreeks van het balhoofd naar de zadelpen liep. Dat vereiste wel een meer wigvormige benzinetank. Ook werd het plaatwerk wat schraler. Nu staal, aluminium en rubber hard nodig waren voor de oorlogsproductie, werden de beenschilden kleiner en de kettingkasten waren weer open. De machine kostte 72 gienjes, als complete zijspancombinatie 88 gienjes en de Lucas-verlichting kostte 14 gienjes extra. Op 3 november 1916 verbood het Ministry of Munitions de productie van civiele motorfietsen. Door de benzineschaarste kon er ook minder gereden worden en de testbanken in de nieuwe fabriek bij Graisely House draaiden op stadsgas. Gelukkig mocht AJS naast munitie ook 1100 zijspancombinaties van het Model D leveren aan het Russische leger als dragers voor machinegeweren, munitietransport en als ambulance. In januari 1919 werd het verbod op civiele productie opgeheven en AJS bracht de Model D-zijspancombinaties onmiddellijk weer op de markt. De prijzen waren wel flink gestegen. Een complete zijspancombinatie kostte nu 148 pond.

### Sociable 1915
In 1915 verscheen de AJS Sociable. Dat was een Model D-zijsancombinatie met tweepersoons zijspan waarvan de passagier naast de motorfiets de combinatie vanuit het zijspan kon besturen. Het idee sloeg niet aan en er werden maar enkele exemplaren gebouwd. 

### Model D De Luxe 1919-1920
In 1919 verscheen ook een "De Luxe"-versie van het Model D, met een nieuwe tank, achterwielstandaard, een stillere motor met een aluminium geluidsdemper, uitwisselbare wielen en afneembare cilinderkoppen. Het bijbehorende zijspan was ook luxer met een opvouwbaar dak, een eigen bagagedrager, gereedschapskast en reservewiel. Alle wielen waren uitwisselbaar. 

### Afbeeldingen jaren tien

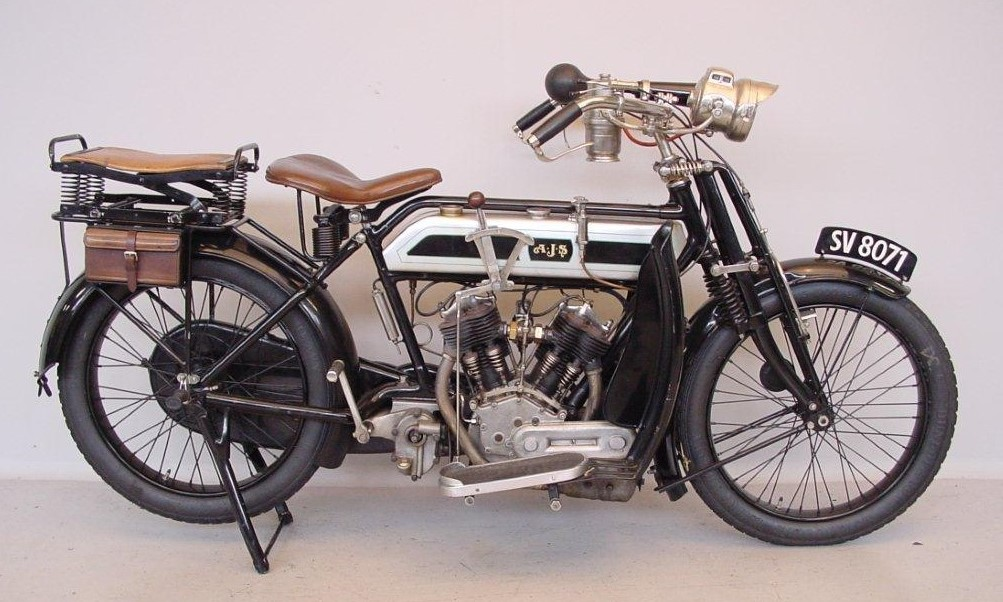
Het Model D uit 1913 in een zeer luxe uitvoering, met beenschilden, carbidverlichting en een comfortabel Brooks-duozadel.
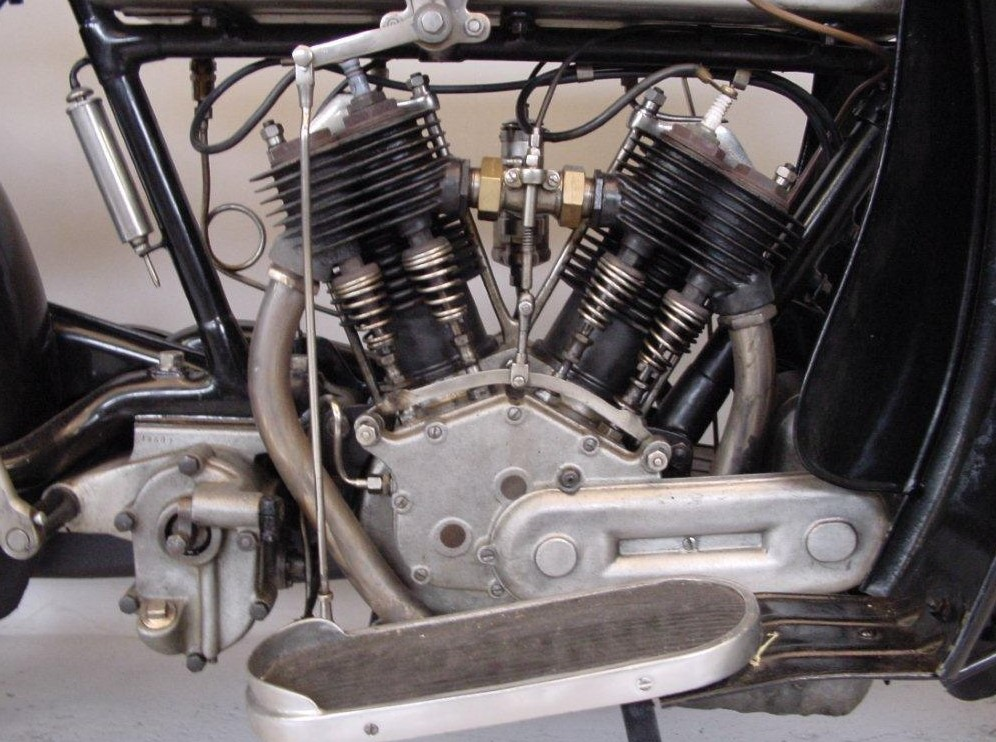
Het 700cc-blok uit 1913. Geen pedaal aan de rechterkant: de achterrem werd links bediend, de koppeling en de voorrem met de hand. Achter de framebuis zit het bandenpompje.
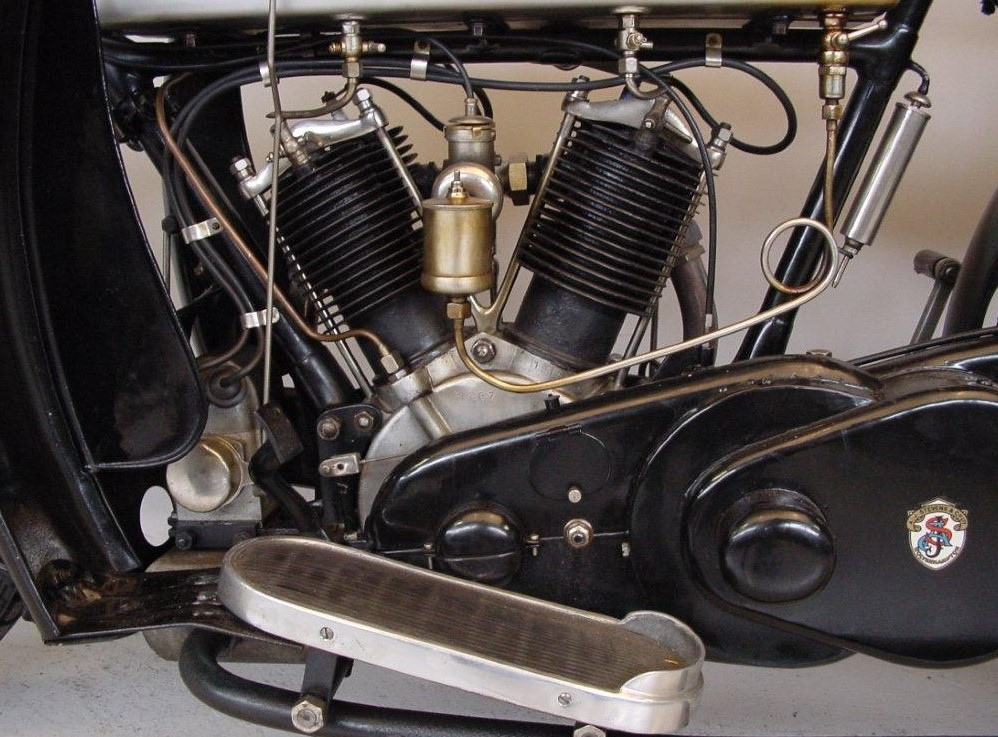
De linkerkant van het blok uit 1913, met volledig gesloten kettingkasten
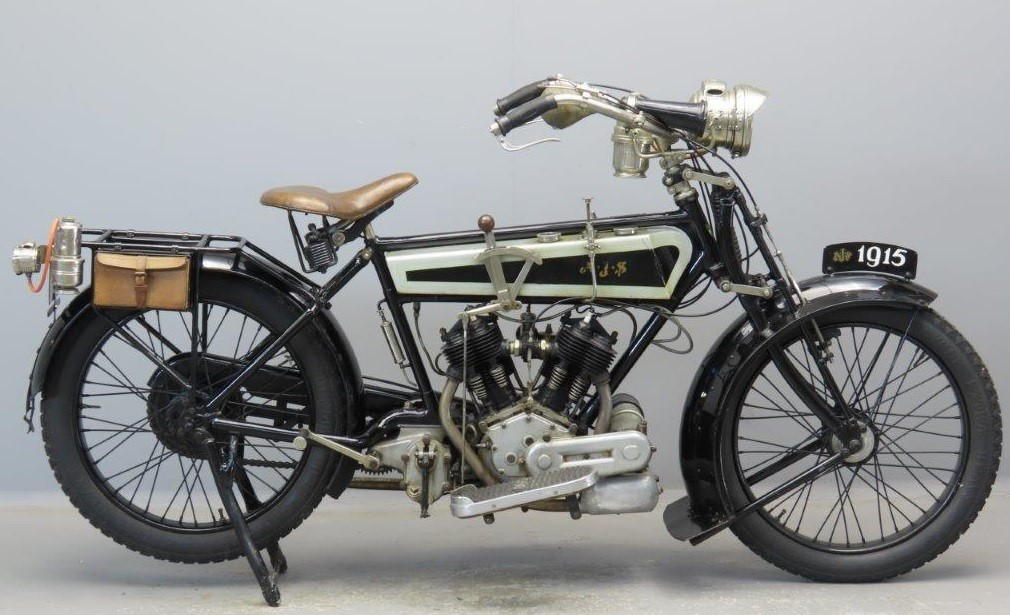
AJS Model D uit 1915 met "AJS Scientific Frame".
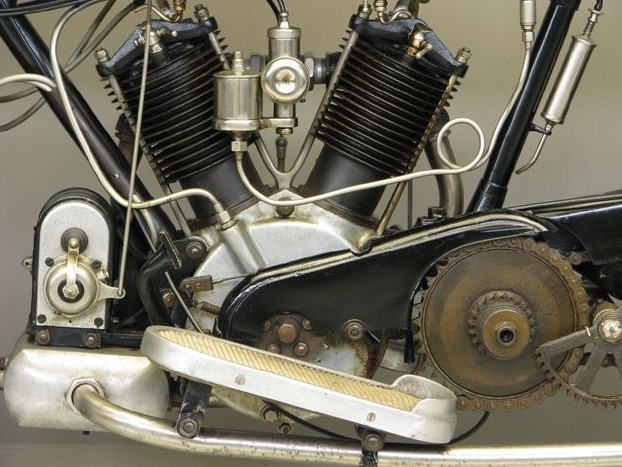
Nu de Duitse Bosch-ontstekingsmagneet door de Eerste Wereldoorlog niet meer beschikbaar was, kreeg het Model D van 1915 een Amerikaanse Splitdorf-magneet. Van de gesloten primaire kettingkast is vanwege gebrek aan staal slechts een open kettingkastje over.
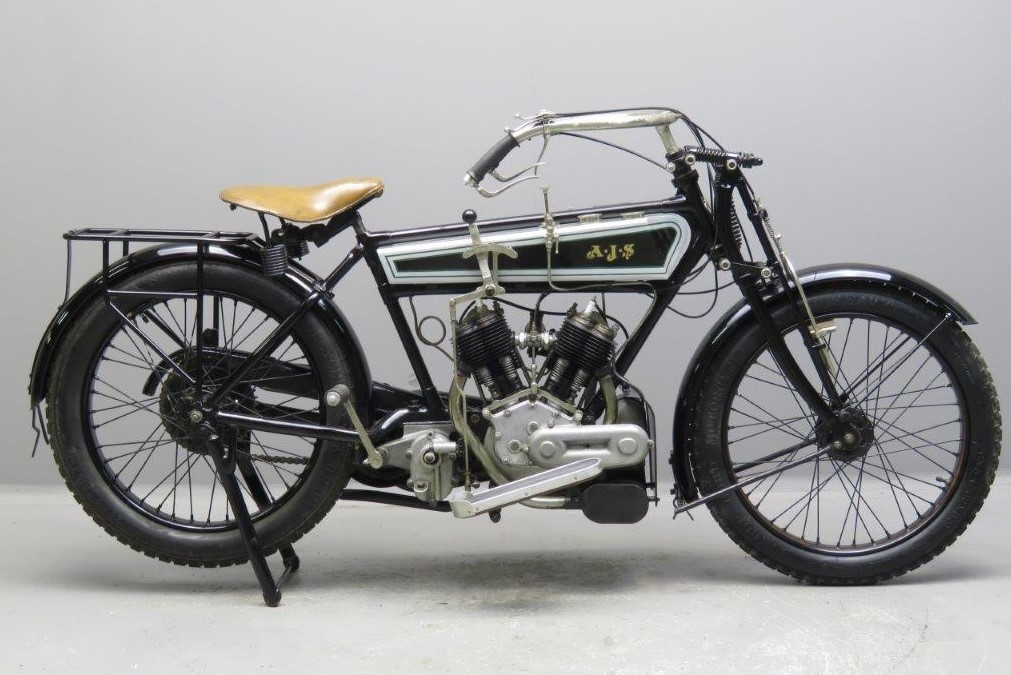
AJS Model A 550 cc uit 1916 met "AJS Scientific Frame".
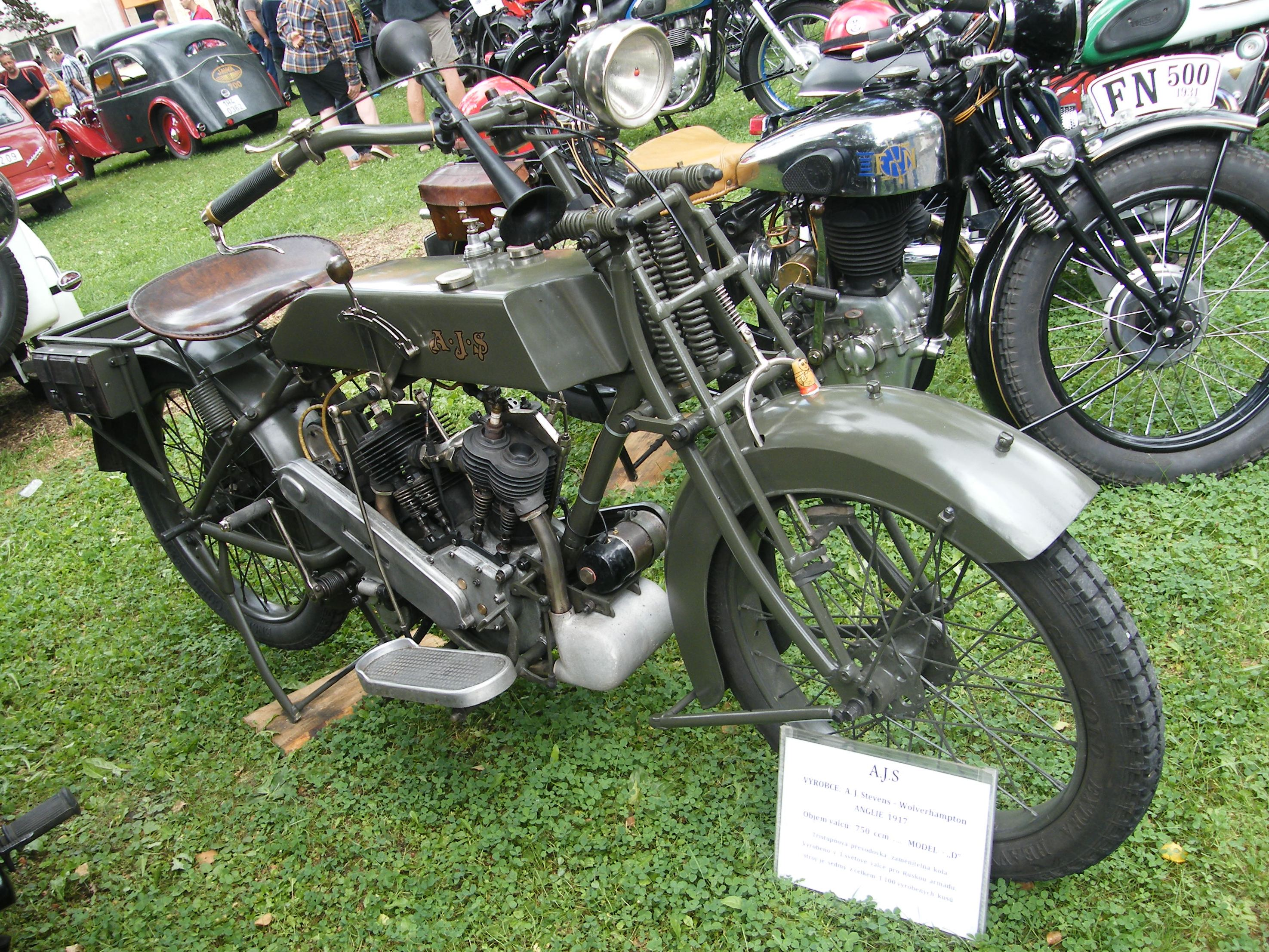
De militaire versie van het Model D sleepte AJS door de Eerste Wereldoorlog. Dit exemplaar is uit 1917.
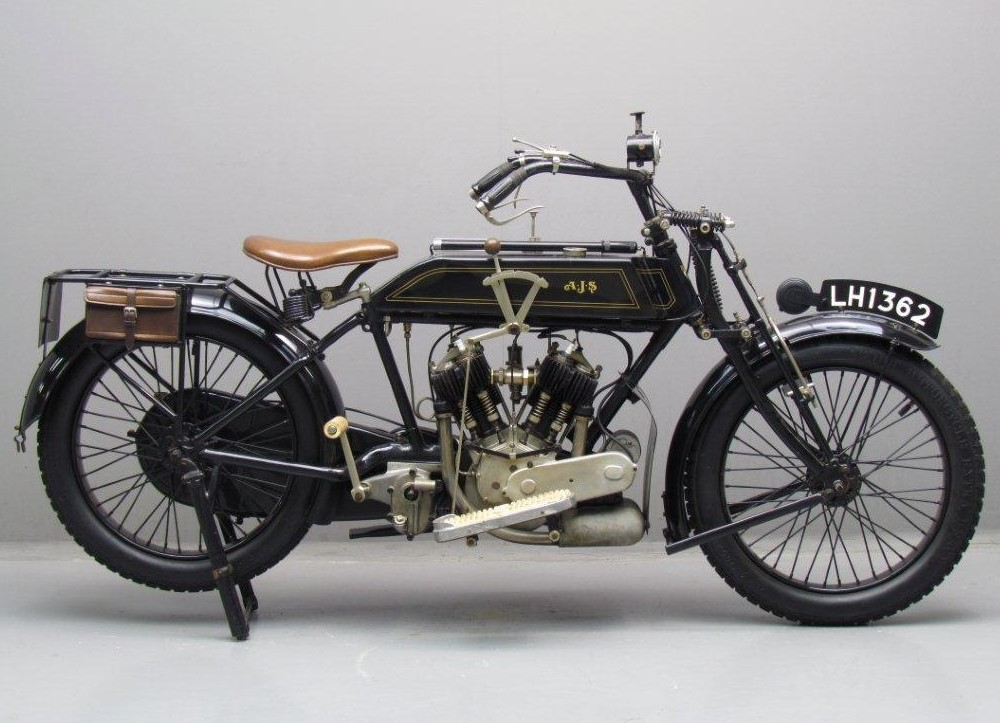
Model D uit 1919, nu met het fietspompje op de tank.

### Technische gegevens jaren tien
| AJS Model              | D                       | D                       | A                            | D                            | Sociable                     | D De Luxe                    |
| ---------------------- | ----------------------- | ----------------------- | ---------------------------- | ---------------------------- | ---------------------------- | ---------------------------- |
| Periode                | 1912                    | 1913                    | 1914-1916                    | 1914-1920                    | 1915                         | 1919-1920                    |
| Categorie              | Toer / zijspantrekker   | Toer / zijspantrekker   | Toer / zijspantrekker        | Toer / zijspantrekker        | Zijspancombinatie            | Toer / Zijspantrekker        |
| Motortype              | Zijklepmotor            | Zijklepmotor            | Zijklepmotor                 | Zijklepmotor                 | Zijklepmotor                 | Zijklepmotor                 |
| Bouwwijze              | Dwarsgeplaatste V-twin  | Dwarsgeplaatste V-twin  | Dwarsgeplaatste V-twin       | Dwarsgeplaatste V-twin       | Dwarsgeplaatste V-twin       | Dwarsgeplaatste V-twin       |
| Koeling                | Lucht                   | Lucht                   | Lucht                        | Lucht                        | Lucht                        | Lucht                        |
| Boring                 | 70 mm                   | 74 mm                   | 65 mm                        | 74 mm                        | 74 mm                        | 74 mm                        |
| Slag                   | 82 mm                   | 81 mm                   | 83 mm                        | 87 mm                        | 87 mm                        | 87 mm                        |
| Cilinderinhoud         | 631,1 cc                | 696,7 cc                | 550,8 cc                     | 748,3 cc                     | 748,3 cc                     | 748,3 cc                     |
| Carburateur(s)         | Amac Multi Jet          | Amac Multi Jet          | Amac                         | Amac                         | Amac                         | Amac                         |
| Smeersysteem           | Total loss met handpomp | Total loss met handpomp | Total loss met handpomp      | Total loss met handpomp      | Total loss met handpomp      | Total loss met handpomp      |
| Compressieverhouding   | Onbekend                | Onbekend                | Onbekend                     | Onbekend                     | Onbekend                     | Onbekend                     |
| Max. Vermogen          | 5 pk                    | 6 pk                    | 4 pk                         | 6 pk                         | 6 pk                         | 6 pk                         |
| Primaire aandrijving   | Ketting                 | Ketting                 | Ketting                      | Ketting                      | Ketting                      | Ketting                      |
| Koppeling              | Meervoudige droge plaat | Meervoudige droge plaat | Meervoudige droge plaat      | Meervoudige droge plaat      | Meervoudige droge plaat      | Meervoudige droge plaat      |
| Versnellingen          | 2                       | 3                       | 3                            | 3                            | 3                            | 3                            |
| Secundaire aandrijving | Ketting                 | Ketting                 | Ketting                      | Ketting                      | Ketting                      | Ketting                      |
| Rijwielgedeelte        | Open brugframe          | Open brugframe          | Open brugframe               | Open brugframe               | Open brugframe               | Open brugframe               |
| Voorvork               | Druids-patent Girder    | Druids-patent Girder    | Brampton patent spring forks | Brampton patent spring forks | Brampton patent spring forks | Brampton patent spring forks |
| Achtervork             | Star                    | Star                    | Star                         | Star                         | Star                         | Star                         |
| Voorrem                | Velgrem                 | Velgrem                 | Velgrem                      | Velgrem                      | Velgrem                      | Velgrem                      |
| Achterrem              | Dummy belt rim          | Trommelrem              | Trommelrem                   | Trommelrem                   | Trommelrem                   | Trommelrem                   |
| Droog gewicht          | 94 kg                   | Onbekend                | Onbekend                     | Onbekend                     | Onbekend                     | Onbekend                     |

## Jaren twintig

### Model D 1921-1924
In 1921 werd het Model D vernieuwd, opnieuw met een grotere (800 cc) motor. De velgrem in het voorwiel was vervangen door een trommelrem. Het gebrek aan staal was nog steeds zichtbaar. Hoewel de machine 159 pond en 10 shilling en als zijspancombinatie zelfs 215 pond kostte, waren er aanvankelijk nog steeds rudimentaire kettingkasten gemonteerd. Toch liepen de verkopen uitstekend. Eind 1921 waren weer volledig gesloten kettingkasten gemonteerd. De motor had afneembare cilinderkoppen die nog met in het carter geschroefde beugels en klemmen werden vastgehouden. De koelribben van de cilinder hadden nog van boven tot onder een gelijke diameter. De zuigers waren van aluminium en de big-endlagers waren rollagers. Op het einde van de krukas zat een transmissiedemper. De kleppen waren uitwisselbaar en aan de voet van de klepstelen verstelbaar. De carburateur werd nog geleverd door Amac. De meervoudige droge plaatkoppeling had met kurk beklede platen en werd met de hand bediend. De wielen van de motorfiets waren uitwisselbaar en hadden trommelremmen. De achterrem werd met het linker pedaal bediend, de voorrem met het rechter pedaal. De voorvork was nog steeds de "Brampton Patent Biflex" en de banden werden geleverd door Dunlop.

### Model D1 1924
Het Model D1 uit 1924 was waarschijnlijk een "De Luxe"-uitvoering met standaard een elektrische verlichtingsset van Lucas en met rubber beklede treeplanken. De ontstekingsmagneet en de dynamo waren samengevoegd in de Lucas Magdyno. 

### Wijziging van modelnamen
Vanaf 1925 kregen de AJS-modellen voor elk jaar een eigen aanduiding. In 1925 was dat de letter "E". De 800cc-V-twins kregen de aanduidingen Model E1 en Model E2, de 350cc-machines E3, E4, E5, E6 en E7. In 1926 kwam de letter "G", in 1927 "H", in 1928 "K" en in 1929 "M". 

### Modellen E1, E2, G1, G2, H1, H2, De Luxe Tandem, K1 en K2 1925-1928
In 1925 verschenen de Modellen E1 en E2, beiden als complete zijspancombinatie. Het Model E1 was de duurdere "Luxe"-versie die bijna gelijk was met het Model D1. Wel waren de koelribben nu "peervormig". De ribben op de cilinder werden naar beneden steeds kleiner omdat daar minder koeling nodig was. Dit model had geheel gesloten kettingkasten en het voorspatbord had aan de onderkant een 18 cm-brede "flap" om alle modder en water tegen te houden. Klanten konden als aanvulling op de hand-oliepomp voor 35 shilling een mechanische oliepomp laten monteren. Dit was echter nog geen dry-sumpsysteem, want de olie werd niet teruggevoerd naar de tank. Beide wielen kregen een standaard en de treeplanken waren met dik rubber bekleed. Naast het geheel elektrische systeem met Magdyno en elektrisch licht was er ook een elektrische claxon gemonteerd. Onder het zadel zat een kleine rol met boordgereedschap. Ook het zijspan was een luxemodel met een rechter zijruit, voor-, achter- en zijlicht en een eigen standaard. Het zijspanwiel was uitwisselbaar met de motorwielen. Het had een eigen bagagedrager en kon nog worden uitgebreid: voor 5 pond en 15 shilling met een reservewiel, voor 2 pond en 12 shilling met een canvas dak en voor 1 pond met een linker zijruit. De E1-combinatie kostte 115 pond, maar met het goedkopere zijspan van het Model E2 108 pond en 10 shilling. Het Model E2 Standard was de spaarversie. Het had open kettingschermen en een veel smaller voorspatbord, zonder de brede flap aan de onderkant. Er was geen magdyno en geen elektrische verlichting gemonteerd. Daarvoor moest 11 pond extra worden betaald. De besparing zat ook in het zijspan, dat een veel kleinere voor- en rechter zijruit had en voor 5 pond en 15 shilling kon worden voorzien van een reservewiel, maar niet van een volledig dak. De complete Model E2-combinatie kostte 90 Pond. In 1926 veranderde de modelnaam in Model G1 en Model G2. Veel wijzigingen waren er niet, maar de Brampton Patent-voorvork werd vervangen door een eigen parallellogramvork. Bij de Modellen H1 en H2 werd aandacht besteed aan het schakelen. De versnellingsbak kreeg rollagers op de hoofdas en het schakelquadrant naast de tank werd gewijzigd. Ook werd de Binks-carburateur vervangen door een exemplaar van Amal. Dat was logisch omdat Amac, B&B en Binks waren samengevoegd tot AMALgamated (samengesmolten) carburettors. De De Luxe Tandem was een zijspancombinatie van de modellen H1 en H2 waaraan een tweepersoons zijspan zat waarbij de passagiers achter elkaar zaten. In 1928 volgden de Modellen K1 en K2. Voor zover bekend werd er niets aan de machines gewijzigd. 

### Modellen M1 en M2 1929
In 1929 kregen de Modellen M1 en M2 een grotere motor. Dat was ook nodig, want concurrent Matchless had al sinds 1924 een motor die bijna 1000 cc mat. De nieuwe AJS-modellen werden niet langer als zijspancombinatie geleverd. Ze hadden een grotere boring en een kortere slag en hadden een cilinderinhoud van 997,5 cc. Ze kregen ook de nieuwe zadeltank en een dry-sump smeersysteem met de olietank onder het zadel. Omdat het schakelquadrant door de zadeltank toch moest worden aangepast werd het weer vernieuwd. Nu werd de schakelpook bij elke andere versnelling ook opzij bewogen. Ook de parallellogramvork was verbeterd en er was een forse Brooklands can-uitlaatdemper toegepast. Nog steeds was het Model M1 de luxe-uitvoering met elektrisch licht en gesloten kettingkasten. Het kostte 76 pond en 10 shilling en er was een bijbehorend luxe zijspan leverbaar. Het Model M2 was de standaardversie zonder elektrische verlichting en met open kettingschermen. Het kostte 66 pond en er was een bijbehorend "Standard" zijspan leverbaar. 

### Afbeeldingen jaren twintig

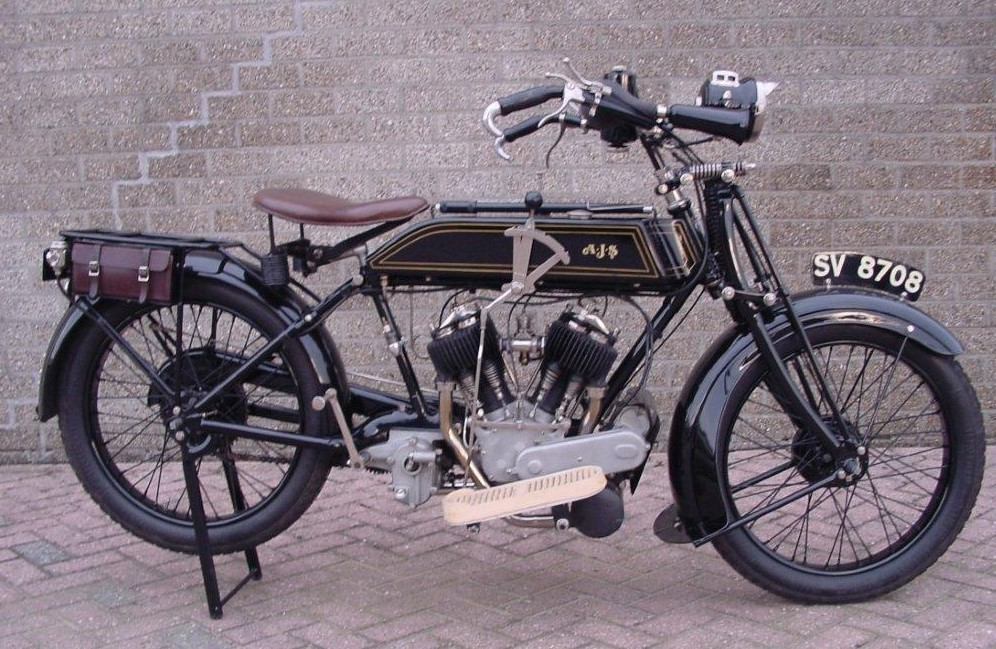
Model D uit 1920.
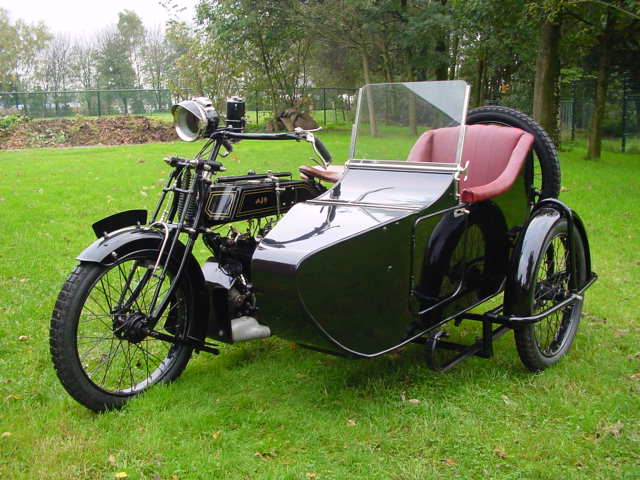
Model D zijspancombinatie uit 1920.
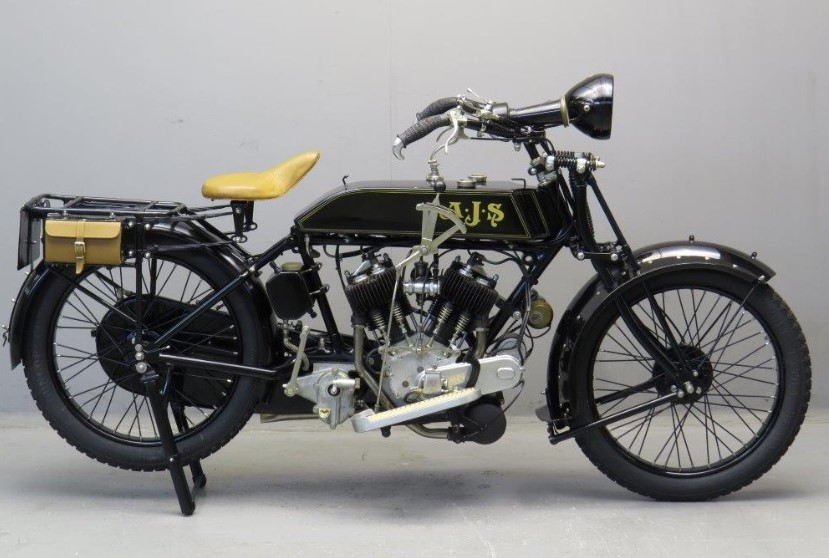
Model D uit 1921.
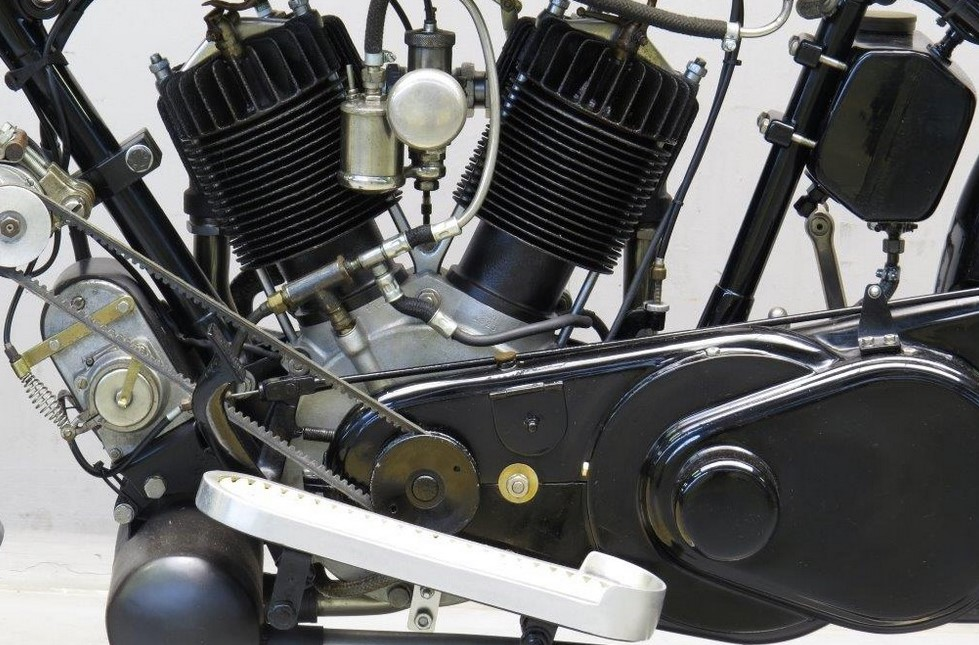
Dit Model D uit 1921 had een volledige Lucas elektrische installatie. Linksboven de V-snaaraangedreven dynamo, linksonder de kettingaangedreven ontstekingsmagneet.
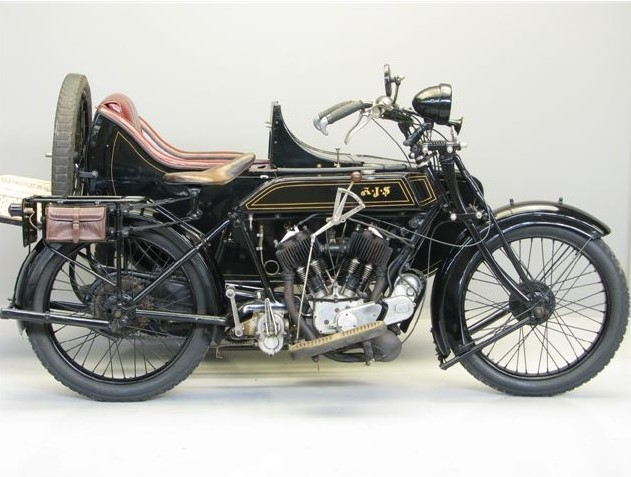
Model D1 zijspancombinatie uit 1924.
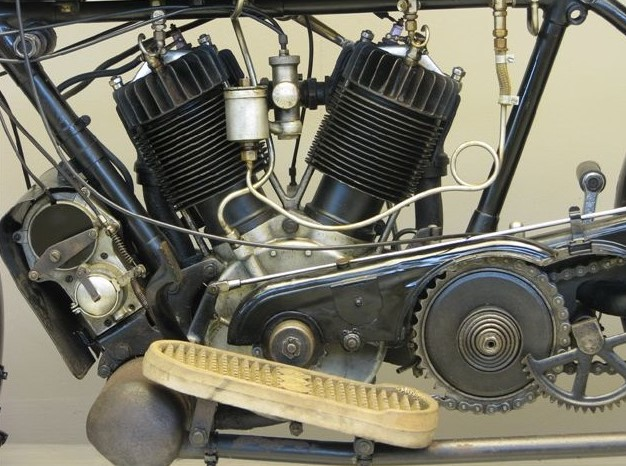
In 1924 werden ontstekingsmagneet en dynamo gecombineerd in de Lucas-Magdyno.
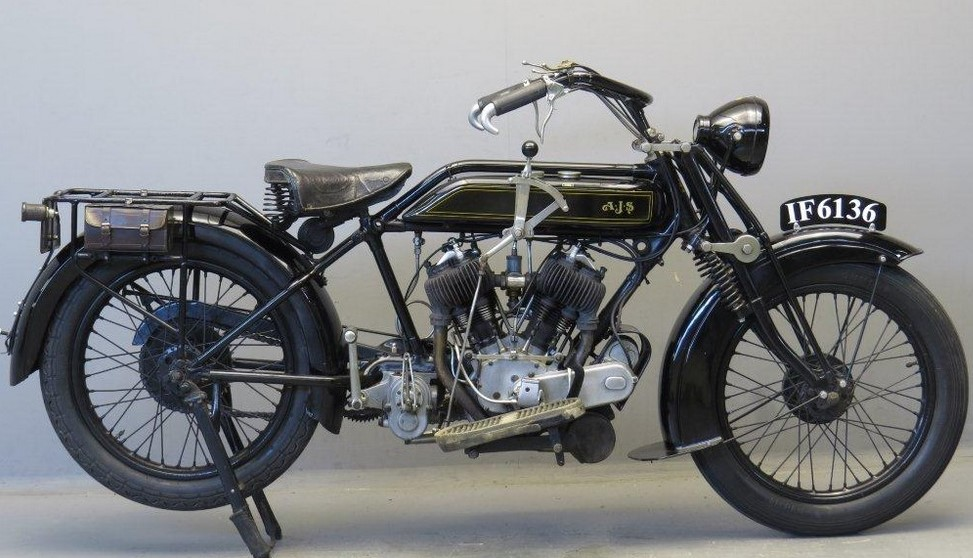
Model H1 uit 1927.
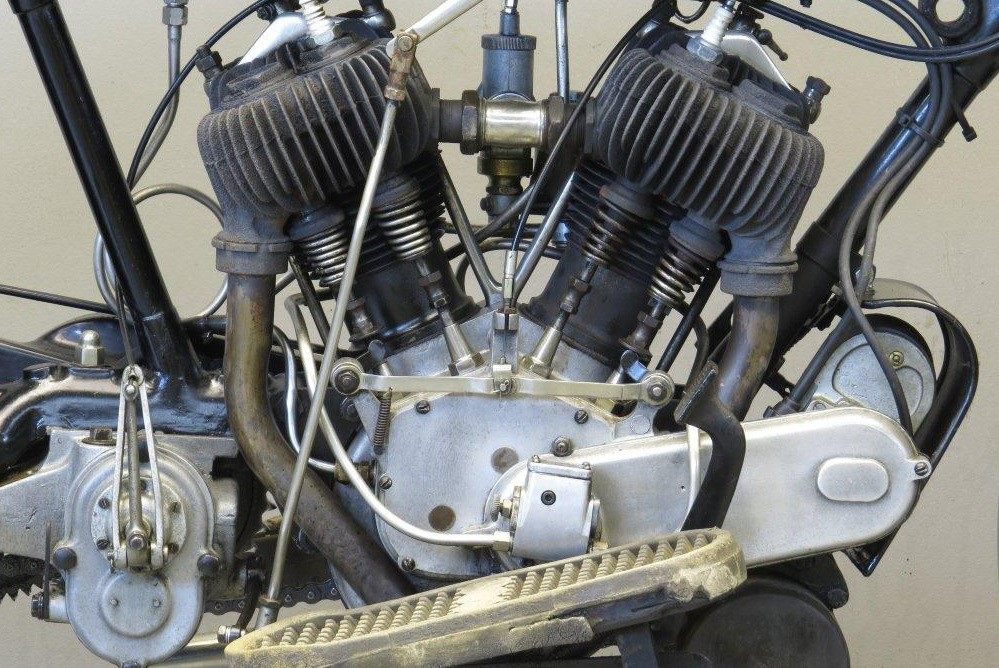
Boven de rechter treeplank zit het oliepompje dat vanaf 1925 als aanvulling op de handsmering tegen meerprijs leverbaar was.
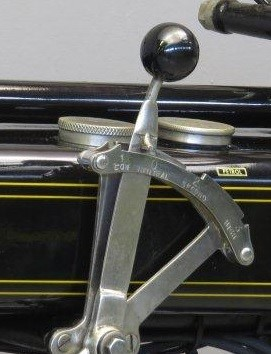
In 1927 werd het schakelquadrant naast de tank verbeterd.
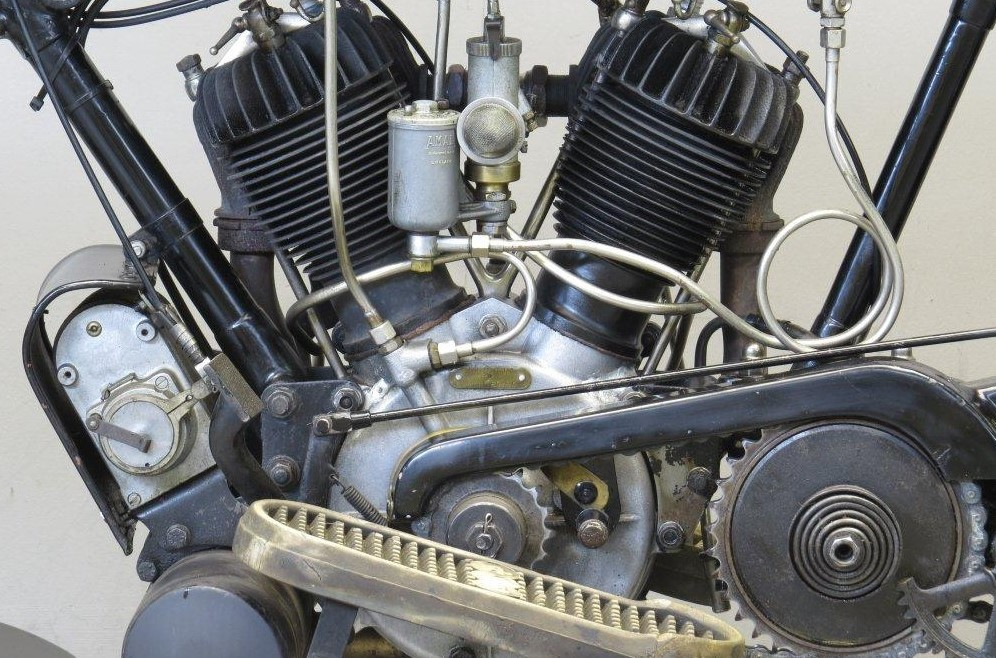
Het Model H1 uit 1927 had nog klemmen om de cilinderkoppen vast te houden.
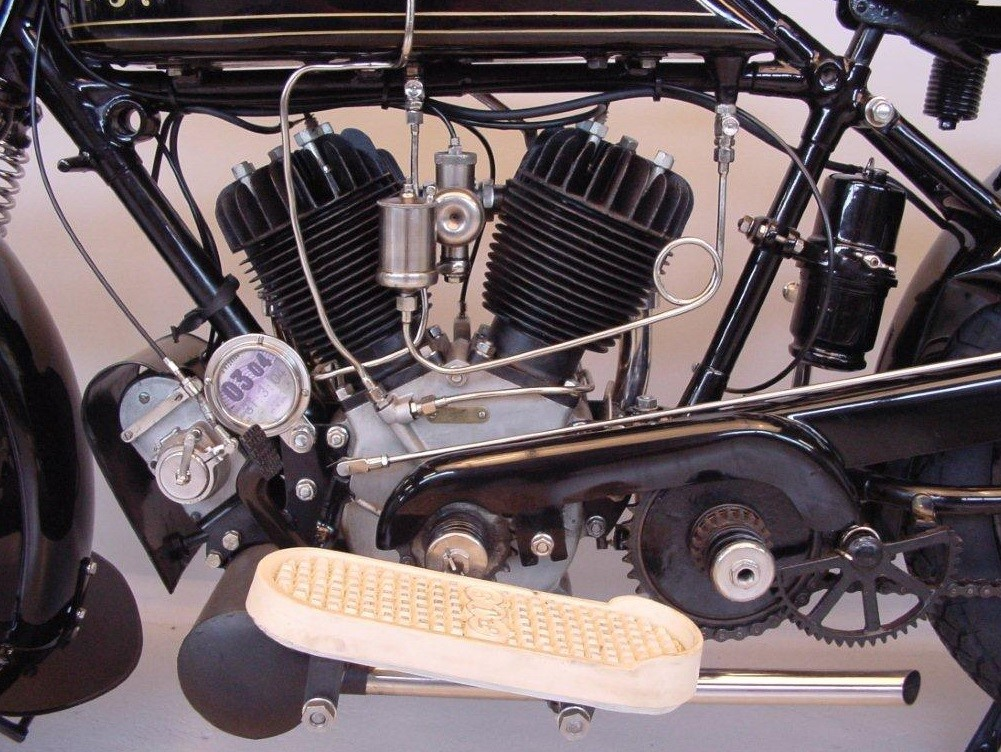
Bij de K-modellen in 1928 waren de cilinderkoppen met kopbouten bevestigd aan het carter.
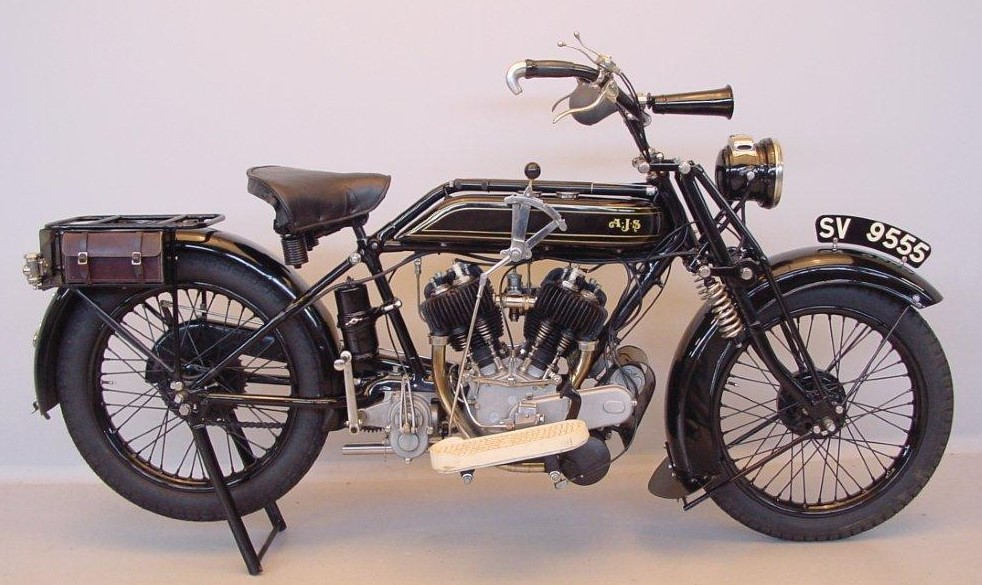
Model K2 uit 1928

## Technische gegevens jaren twintig
| AJS Model              | D                                 | D1                                | E1                                | E2                                | G1                                | G2                                | H1                                | H2                                | K1                                | K2                                | M1                      | M2                      |
| ---------------------- | --------------------------------- | --------------------------------- | --------------------------------- | --------------------------------- | --------------------------------- | --------------------------------- | --------------------------------- | --------------------------------- | --------------------------------- | --------------------------------- | ----------------------- | ----------------------- |
| Periode                | 1921-1924                         | 1924                              | 1925                              | 1925                              | 1926                              | 1926                              | 1927                              | 1927                              | 1928                              | 1928                              | 1929                    | 1929                    |
| Categorie              | Toer / zijspantrekker             | Toer / zijspantrekker             | Zijspancombinatie                 | Zijspancombinatie                 | Zijspancombinatie                 | Zijspancombinatie                 | Zijspancombinatie                 | Zijspancombinatie                 | Zijspancombinatie                 | Zijspancombinatie                 | Toer / zijspantrekker   | Toer / zijspantrekker   |
| Motortype              | Zijklepmotor                      | Zijklepmotor                      | Zijklepmotor                      | Zijklepmotor                      | Zijklepmotor                      | Zijklepmotor                      | Zijklepmotor                      | Zijklepmotor                      | Zijklepmotor                      | Zijklepmotor                      | Zijklepmotor            | Zijklepmotor            |
| Bouwwijze              | Dwarsgeplaatste V-twin            | Dwarsgeplaatste V-twin            | Dwarsgeplaatste V-twin            | Dwarsgeplaatste V-twin            | Dwarsgeplaatste V-twin            | Dwarsgeplaatste V-twin            | Dwarsgeplaatste V-twin            | Dwarsgeplaatste V-twin            | Dwarsgeplaatste V-twin            | Dwarsgeplaatste V-twin            | Dwarsgeplaatste V-twin  | Dwarsgeplaatste V-twin  |
| Koeling                | Lucht                             | Lucht                             | Lucht                             | Lucht                             | Lucht                             | Lucht                             | Lucht                             | Lucht                             | Lucht                             | Lucht                             | Lucht                   | Lucht                   |
| Boring                 | 74 mm                             | 74 mm                             | 74 mm                             | 74 mm                             | 74 mm                             | 74 mm                             | 74 mm                             | 74 mm                             | 74 mm                             | 74 mm                             | 84 mm                   | 84 mm                   |
| Slag                   | 93 mm                             | 93 mm                             | 93 mm                             | 93 mm                             | 93 mm                             | 93 mm                             | 93 mm                             | 93 mm                             | 93 mm                             | 93 mm                             | 90 mm                   | 90 mm                   |
| Cilinderinhoud         | 800,0 cc                          | 800,0 cc                          | 800,0 cc                          | 800,0 cc                          | 800,0 cc                          | 800,0 cc                          | 800,0 cc                          | 800,0 cc                          | 800,0 cc                          | 800,0 cc                          | 997,5 cc                | 997,5 cc                |
| Carburateur(s)         | Amac                              | Amac                              | Binks                             | Binks                             | Binks                             | Binks                             | Amal                              | Amal                              | Amal                              | Amal                              | Amal                    | Amal                    |
| Smeersysteem           | Total loss met handpomp           | Total loss met handpomp           | Total loss met handpomp           | Total loss met handpomp           | Total loss met handpomp           | Total loss met handpomp           | Total loss met handpomp           | Total loss met handpomp           | Total loss met handpomp           | Total loss met handpomp           | Dry-sump                | Dry-sump                |
| Max. Vermogen          | 7 pk                              | 7 pk                              | 8 pk                              | 8 pk                              | 8 pk                              | 8 pk                              | 8 pk                              | 8 pk                              | 8 pk                              | 8 pk                              | 10 pk                   | 10 pk                   |
| Primaire aandrijving   | Ketting                           | Ketting                           | Ketting                           | Ketting                           | Ketting                           | Ketting                           | Ketting                           | Ketting                           | Ketting                           | Ketting                           | Ketting                 | Ketting                 |
| Koppeling              | Meervoudige droge plaat           | Meervoudige droge plaat           | Meervoudige droge plaat           | Meervoudige droge plaat           | Meervoudige droge plaat           | Meervoudige droge plaat           | Meervoudige droge plaat           | Meervoudige droge plaat           | Meervoudige droge plaat           | Meervoudige droge plaat           | Meervoudige droge plaat | Meervoudige droge plaat |
| Versnellingen          | 3                                 | 3                                 | 3                                 | 3                                 | 3                                 | 3                                 | 3                                 | 3                                 | 3                                 | 3                                 | 3                       | 3                       |
| Secundaire aandrijving | Ketting                           | Ketting                           | Ketting                           | Ketting                           | Ketting                           | Ketting                           | Ketting                           | Ketting                           | Ketting                           | Ketting                           | Ketting                 | Ketting                 |
| Rijwielgedeelte        | Open brugframe                    | Open brugframe                    | Open brugframe                    | Open brugframe                    | Open brugframe                    | Open brugframe                    | Open brugframe                    | Open brugframe                    | Open brugframe                    | Open brugframe                    | Open brugframe          | Open brugframe          |
| Voorvork               | Brampton patent spring forks      | Brampton patent spring forks      | Brampton patent spring forks      | Brampton patent spring forks      | Parallellogramvork                | Parallellogramvork                | Parallellogramvork                | Parallellogramvork                | Parallellogramvork                | Parallellogramvork                | Parallellogramvork      | Parallellogramvork      |
| Achtervork             | Star                              | Star                              | Star                              | Star                              | Star                              | Star                              | Star                              | Star                              | Star                              | Star                              | Star                    | Star                    |
| Voorrem                | Trommelrem                        | Trommelrem                        | Trommelrem                        | Trommelrem                        | Trommelrem                        | Trommelrem                        | Trommelrem                        | Trommelrem                        | Trommelrem                        | Trommelrem                        | Trommelrem              | Trommelrem              |
| Achterrem              | Trommelrem                        | Trommelrem                        | Trommelrem                        | Trommelrem                        | Trommelrem                        | Trommelrem                        | Trommelrem                        | Trommelrem                        | Trommelrem                        | Trommelrem                        | Trommelrem              | Trommelrem              |
| Tankinhoud             | 9,5 liter benzine, 1,1 liter olie | 9,5 liter benzine, 1,1 liter olie | 9,5 liter benzine, 1,1 liter olie | 9,5 liter benzine, 1,1 liter olie | 9,5 liter benzine, 1,1 liter olie | 9,5 liter benzine, 1,1 liter olie | 9,5 liter benzine, 1,1 liter olie | 9,5 liter benzine, 1,1 liter olie | 9,5 liter benzine, 1,1 liter olie | 9,5 liter benzine, 1,1 liter olie | Onbekend                | Onbekend                |
| Droog gewicht          | 125 kg                            | 125 kg                            | 152 kg                            | 143 kg                            | 152 kg                            | 143 kg                            | 152 kg                            | 143 kg                            | 152 kg                            | 143 kg                            | 175 kg                  | 156 kg                  |

## Jaren dertig

### Overname door Matchless
Eind jaren twintig ging het al slecht met AJS. Het had door goede samenwerking met het personeel de algemene staking van 1926 goed overleefd, maar in 1929 kon het voor het derde jaar op rij geen dividend uitkeren. In 1930 besloot de Midland Bank om de lopende lening te beëindigen. AJS betaalde de lening af, maar hield bijna geen werkkapitaal meer over. Tijdens een aandeelhoudersvergadering op 2 oktober 1930 werd besloten het faillissement aan te vragen. BSA bracht een bod uit op AJS, dat werd geweigerd. Uiteindelijk kocht Matchless de naam en de goodwill van AJS in 1931 voor 20.000 pond. De fabrieken in Wolverhampton werden gesloten en de productie verhuisde naar de Matchless-fabriek aan Plumstead Road in Woolwich. De V-twin-zijkleppers verloren aan populariteit in de jaren dertig. In 1932 bestond 21% van de motorfietsen op de Britse markt nog uit zijkleppers. In 1939 was dit nog maar 15%. Bij de V-twins ging het nog slechter: In 1932 bezetten ze nog 21% van de markt, in 1935 15% en in 1939 7%. 

## Associated Motor Cycles
In 1937 had de combinatie Matchless/AJS een officiële naam gekregen: Amalgamated Motor Cycles. Toen in 1937 ook Sunbeam werd toegevoegd werd de naam in 1938 veranderd in Associated Motor Cycles. 

### Model R2 1930
Het Model R2 uit 1930 leek nog veel op het de modellen M1 en M2, maar was de enige uitvoering. Het verschil tussen "De Luxe" en "Standard" was er niet meer. De machine had een volledige elektrische installatie, een snelheidsmeter op de tank en een stuurdemper. De primaire aandrijving was voorzien van een volledig gesloten kettingkast, maar de secundaire aandrijving had slechts een kettingscherm.

### Model S2 1931
In 1931 kwamen twee geheel vernieuwde modellen uit, die helemaal niet op elkaar leken. Het Model S2 leek nog wel op de oudere modellen, maar de invloed van Matchless was duidelijk zichtbaar. Zo verhuisde de Lucas-magdyno naar de achterkant van het blok, zoals dat bij Matchless gebruikelijk was. De machine was ook sportiever gelijnd met een verchroomde zadeltank en een laag stuur. Voor de verlichtingsset en het instrumentenpaneel op de tank moest worden bijbetaald. Het Model S2 kostte 63 pond en was daarmee 3 pond duurder dan het Matchless Model X/3. 

### Model S3 1931
Het Model S3 kwam ook in 1931 uit. Het was een zeer duur luxemodel met een langsgeplaatste V4-zijklepmotor van 500 cc. Daarmee was het een concurrent voor de Matchless Silver Hawk en de Matchless Silver Arrow, die Matchless net had uitgebracht. De eigenaren van Matchless, de gebroeders Collier, haalden het Model S3 dan ook meteen van de markt.

### Model T2 1932
Met de komst van het Model T2 begon de badge-engineering van Matchless. Dit was feitelijk een Matchless Model X/3 met een AJS-beeldmerk op de tank. Dat was interessant omdat de naam "AJS" nog steeds veel vertrouwen genoot. Daarmee kreeg de machine ook de "vierkante" motor met een boring/slagverhouding van 85,5 x 85,5 mm en werden dynamo en ontstekingsmagneet achter de cilinders geplaatst. De machine kreeg nu ook een Sturmey-Archer vierversnellingsbak. 

### Modellen 33/2, 34/2, 35/2, 36/2, 37/2, 37/2A, 38/2, 38/2A, 39/2, 39/2A, 40/2 en 40/2A 1933-1940
Vanaf 1933 veranderde Matchless ook de typenamen, zowel voor de eigen- als voor de AJS-machines. AJS had tot dat moment de jaren aangeduid met letters, maar vanaf nu werd gewoon het jaartal gebruikt. Zo ontstond het AJS Model 33/2 dat identiek was aan het Matchless Model 33/X3. Matchless had in 1931 nog het Matchless Model X/R3 tot sportmotor gebombardeerd, maar nu moesten de AJS 33/2 en de Matchless 33/X3 ook die functie vervullen en daarom kregen ze allebei voetsteunen in plaats van treeplanken en fishtail pipes aan de rechterkant. Vanaf nu stonden ze als sportmotor, toermotor en zijspantrekker te boek. Het model met laag stuur en voetsteunen was het "English Model". Het "Export Model" had een hoger stuur en treeplanken. In 1934 veranderden de namen in AJS Model 34/2 en Matchess Model 34/X4, maar verder veranderde er niets. In dit jaar kostte het Model 34/2 65 pond. In 1935 kregen het AJS Model 35/2 en het Matchless Model 35/X4 een Burman-vierversnellingsbak. De AJS had fishtail pipes, de Matchless ronde uitlaatbuizen. In 1936 kwam er een licht gewijzigde tank waarnaast de schakelhefboom veel vlakker kwam te liggen. In 1937 veranderde het uitlaatsysteem. De fishtail pipes werden vervangen door één brooklands can waarin beide uitlaten samen kwamen. Er kwamen nu officieel twee uitvoeringen: het Model 37/2 met laag stuur en voetsteunen en het Model 37/2A "Export Model" met treeplanken en een toerstuur. In 1938 veranderden de namen in Model 38/2 en Model 38/2A, in 1939 in Model 39/2 en Model 39/2A en in 1940 in Model 40/2 en Model 40/2A.

### Einde van de productie
Door het uitbreken van de Tweede Wereldoorlog stortten de verkopen in. Bovendien moest de civiele productie worden gestaakt vanwege gebrek aan materialen als staal, aluminium, rubber en chroom, die voor de productie van de militaire 350cc-Matchless G3/L nodig waren. Daarvan produceerde Matchless 80.000 exemplaren. Na de oorlog kwamen de zware V-twins niet terug. 

### Afbeeldingen jaren dertig

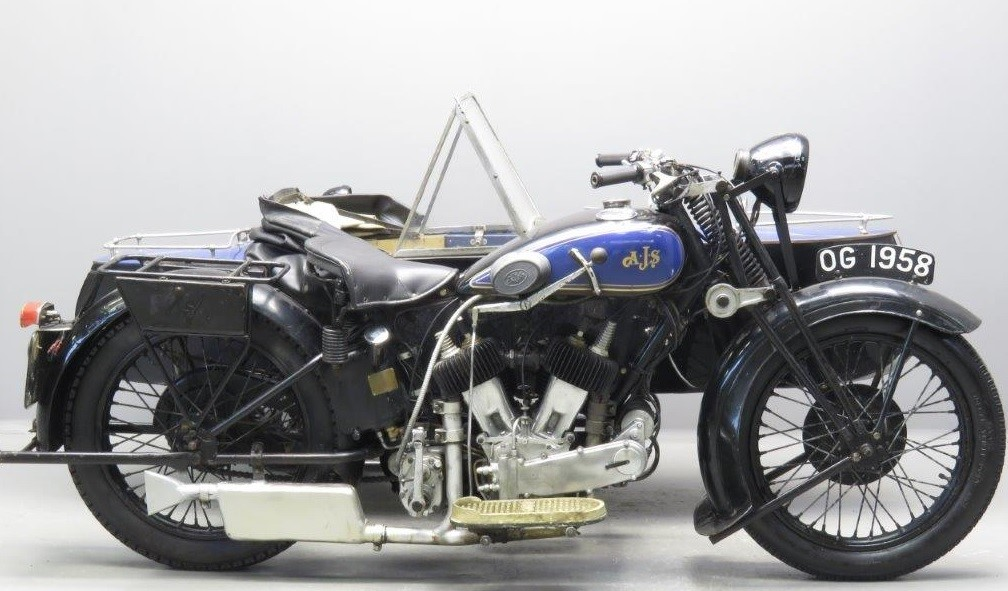
AJS Model R2 uit 1930. Het zijspan komt al niet meer uit eigen huis, maar van de Swallow Sidecar Company uit Coventry die later zou uitgroeien tot SS Cars en uiteindelijk tot Jaguar Cars.
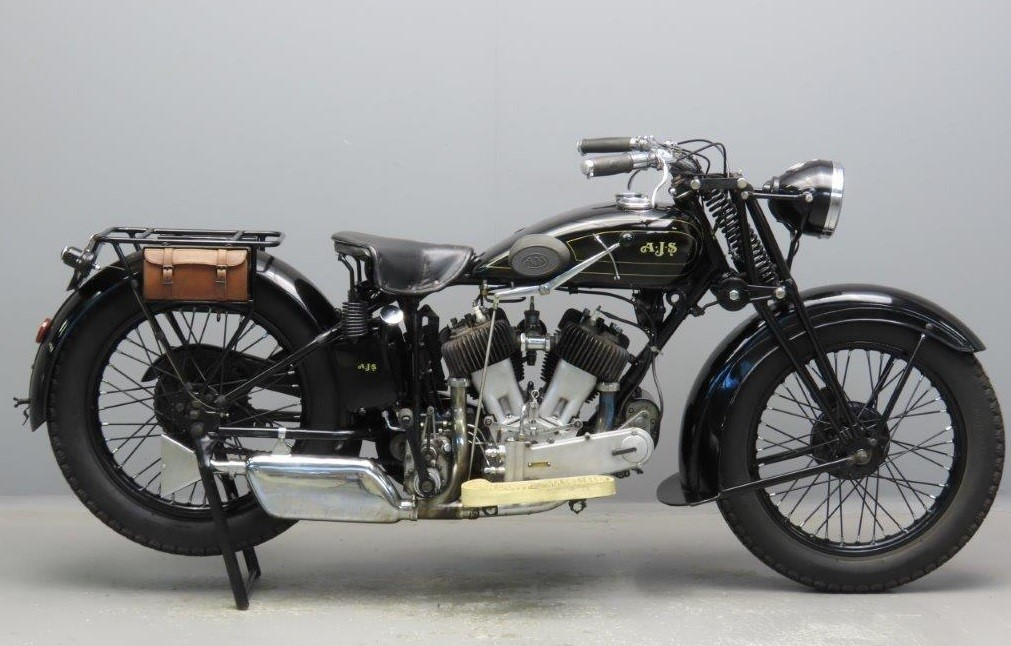
AJS Model R2 uit 1930.
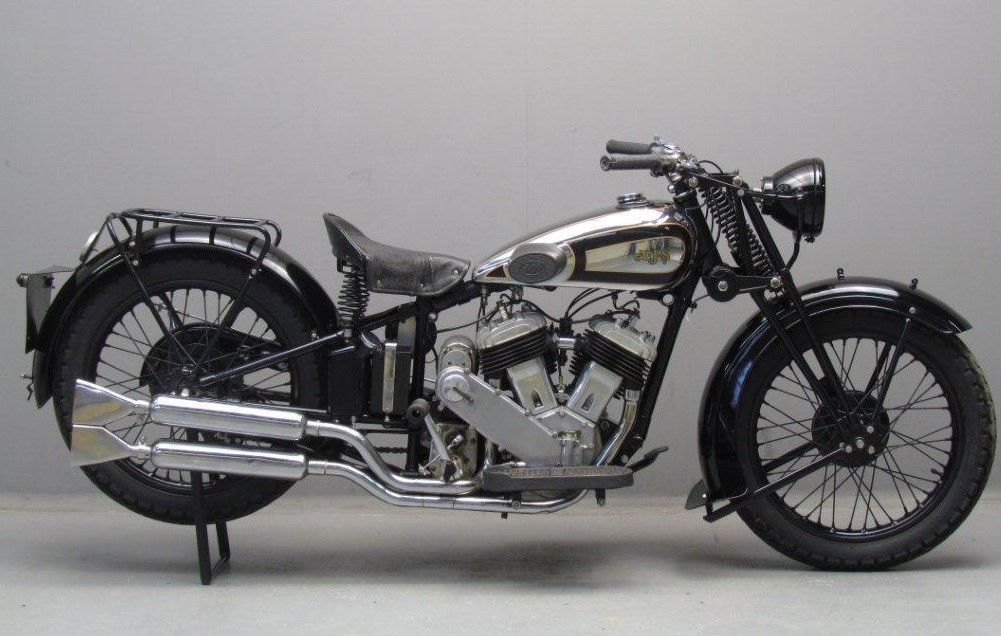
AJS Model S2 uit 1931. Het model heeft enkele opvallende wijzigingen t.o.v. het origineel. Zo is de koppeling voetbediend en is de handschakeling links naast de tank geplaatst.
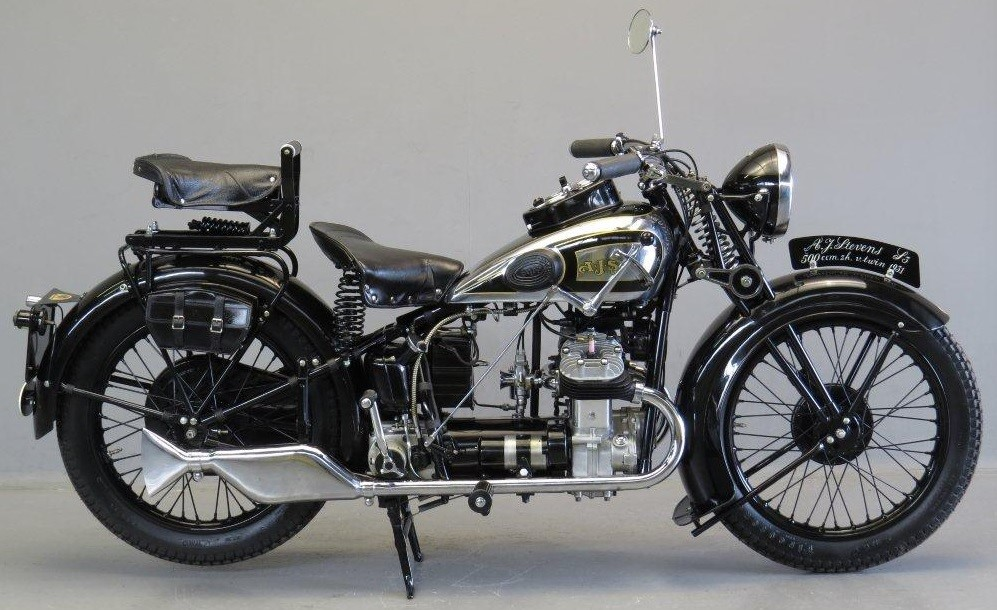
AJS Model S3 uit 1931.
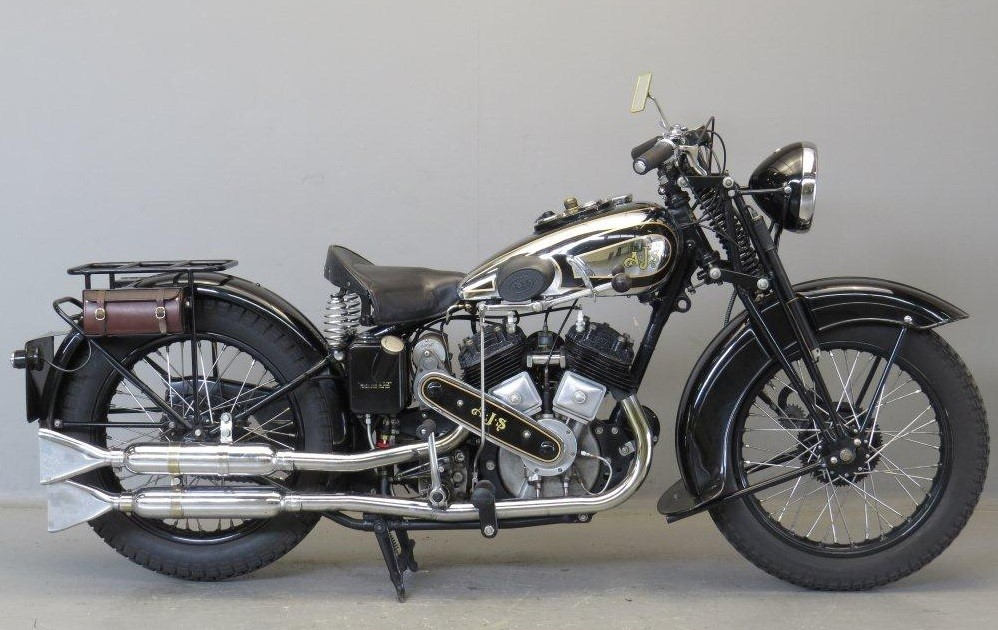
AJS Model 34/2 uit 1934.
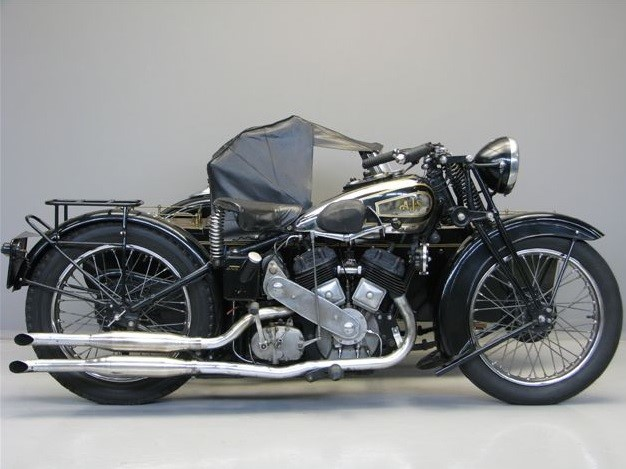
AJS Model 35/2 uit 1935.
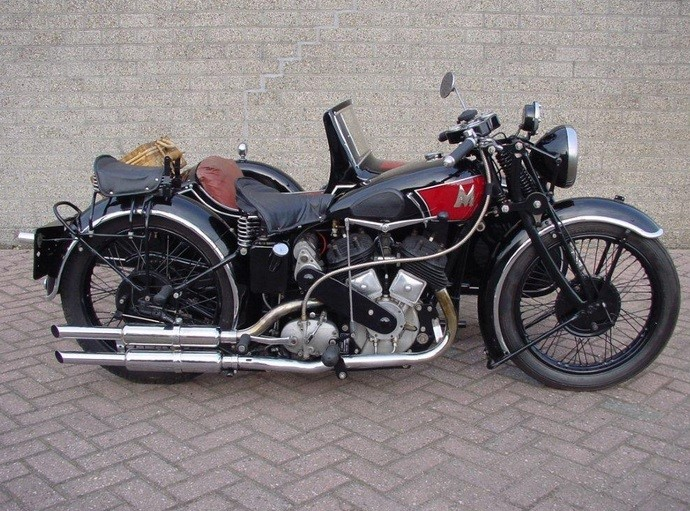
Het zustermodel: Matchless Model 36/X4 uit 1936.
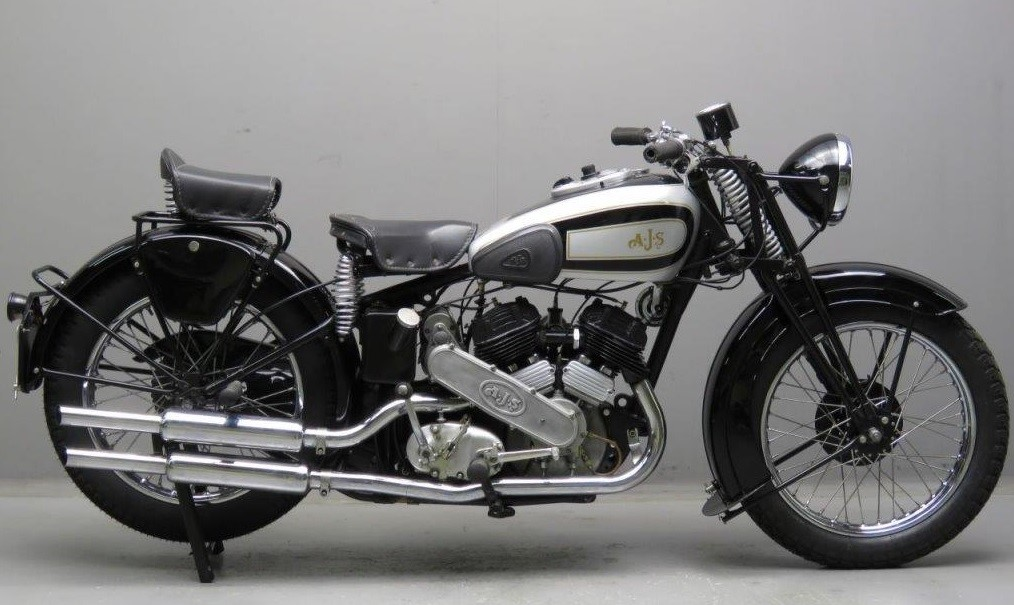
AJS Model 39/2 uit 1939.

## Technische gegevens jaren dertig
| AJS Model              | R2                      | S2                      | S3                      | T2                                     | 33/2                                   | 34/2                                   | 35/2                                   | 36/2                                   | 37/2                                   | 37/2A                                  | 38/2                                   | 38/2A                                  | 39/2                                   | 39/2A                                  | 40/2                                   | 40/2A                                  |                                        |
| ---------------------- | ----------------------- | ----------------------- | ----------------------- | -------------------------------------- | -------------------------------------- | -------------------------------------- | -------------------------------------- | -------------------------------------- | -------------------------------------- | -------------------------------------- | -------------------------------------- | -------------------------------------- | -------------------------------------- | -------------------------------------- | -------------------------------------- | -------------------------------------- | -------------------------------------- |
| Periode                | 1930                    | 1931                    | 1931                    | 1932                                   | 1933                                   | 1934                                   | 1935                                   | 1936                                   | 1937                                   | 1937                                   | 1938                                   | 1938                                   | 1939                                   | 1939                                   | 1940                                   | 1940                                   |                                        |
| Categorie              | Toer / zijspantrekker   | Toer / zijspantrekker   | Toer / zijspantrekker   | Sport / Toer / zijspantrekker          | Sport / Toer / zijspantrekker          | Sport / Toer / zijspantrekker          | Sport / Toer / zijspantrekker          | Sport / Toer / zijspantrekker          | Sport / Toer / zijspantrekker          | Sport / Toer / zijspantrekker          | Sport / Toer / zijspantrekker          | Sport / Toer / zijspantrekker          | Sport / Toer / zijspantrekker          | Sport / Toer / zijspantrekker          | Sport / Toer / zijspantrekker          | Sport / Toer / zijspantrekker          |                                        |
| Motortype              | Zijklep                 | Zijklep                 | Zijklep                 | Zijklep                                | Zijklep                                | Zijklep                                | Zijklep                                | Zijklep                                | Zijklep                                | Zijklep                                | Zijklep                                | Zijklep                                | Zijklep                                | Zijklep                                | Zijklep                                | Zijklep                                |                                        |
| Bouwwijze              | V-twin                  | V-twin                  | V-twin                  | V-twin                                 | V-twin                                 | V-twin                                 | V-twin                                 | V-twin                                 | V-twin                                 | V-twin                                 | V-twin                                 | V-twin                                 | V-twin                                 | V-twin                                 | V-twin                                 | V-twin                                 |                                        |
| Motorplaatsing         | Dwars                   | Dwars                   | Langs                   | Dwars                                  | Dwars                                  | Dwars                                  | Dwars                                  | Dwars                                  | Dwars                                  | Dwars                                  | Dwars                                  | Dwars                                  | Dwars                                  | Dwars                                  | Dwars                                  | Dwars                                  |                                        |
| Koeling                | Lucht                   | Lucht                   | Lucht                   | Lucht                                  | Lucht                                  | Lucht                                  | Lucht                                  | Lucht                                  | Lucht                                  | Lucht                                  | Lucht                                  | Lucht                                  | Lucht                                  | Lucht                                  | Lucht                                  | Lucht                                  |                                        |
| Boring                 | 84 mm                   | 84 mm                   | 65 mm                   | 85,5 mm                                | 85,5 mm                                | 85,5 mm                                | 85,5 mm                                | 85,5 mm                                | 85,5 mm                                | 85,5 mm                                | 85,5 mm                                | 85,5 mm                                | 85,5 mm                                | 85,5 mm                                | 85,5 mm                                | 85,5 mm                                |                                        |
| Slag                   | 90 mm                   | 90 mm                   | 75 mm                   | 85,5 mm                                | 85,5 mm                                | 85,5 mm                                | 85,5 mm                                | 85,5 mm                                | 85,5 mm                                | 85,5 mm                                | 85,5 mm                                | 85,5 mm                                | 85,5 mm                                | 85,5 mm                                | 85,5 mm                                | 85,5 mm                                |                                        |
| Cilinderinhoud         | 997,5 cc                | 997,5 cc                | 497,7 cc                | 981,8 cc                               | 981,8 cc                               | 981,8 cc                               | 981,8 cc                               | 981,8 cc                               | 981,8 cc                               | 981,8 cc                               | 981,8 cc                               | 981,8 cc                               | 981,8 cc                               | 981,8 cc                               | 981,8 cc                               | 981,8 cc                               |                                        |
| Carburateur(s)         | Amal                    | Amal                    | Amal                    | Amal met twist grip-control            | Amal met twist grip-control            | Amal met twist grip-control            | Amal met twist grip-control            | Amal met twist grip-control            | Amal met twist grip-control            | Amal met twist grip-control            | Amal met twist grip-control            | Amal met twist grip-control            | Amal met twist grip-control            | Amal met twist grip-control            | Amal met twist grip-control            | Amal met twist grip-control            |                                        |
| Smeersysteem           | Dry-sump                | Dry-sump                | Dry-sump                | Dry-sump                               | Dry-sump                               | Dry-sump                               | Dry-sump                               | Dry-sump                               | Dry-sump                               | Dry-sump                               | Dry-sump                               | Dry-sump                               | Dry-sump                               | Dry-sump                               | Dry-sump                               | Dry-sump                               |                                        |
| Max. Vermogen          | Ca. 20 pk               | Ca. 20 pk               | Onbekend                | 20 pk bij 4.000 tpm                    | 20 pk bij 4.000 tpm                    | 20 pk bij 4.000 tpm                    | 20 pk bij 4.000 tpm                    | 20 pk bij 4.000 tpm                    | 20 pk bij 4.000 tpm                    | 20 pk bij 4.000 tpm                    | 20 pk bij 4.000 tpm                    | 20 pk bij 4.000 tpm                    | 20 pk bij 4.000 tpm                    | 20 pk bij 4.000 tpm                    | 20 pk bij 4.000 tpm                    | 20 pk bij 4.000 tpm                    |                                        |
| Primaire aandrijving   | Ketting                 | Ketting                 | As                      | Ketting                                | Ketting                                | Ketting                                | Ketting                                | Ketting                                | Ketting                                | Ketting                                | Ketting                                | Ketting                                | Ketting                                | Ketting                                | Ketting                                | Ketting                                |                                        |
| Koppeling              | Meervoudige droge plaat | Meervoudige droge plaat | Meervoudige droge plaat | Enkelvoudige droge plaat               | Enkelvoudige droge plaat               | Enkelvoudige droge plaat               | Enkelvoudige droge plaat               | Enkelvoudige droge plaat               | Enkelvoudige droge plaat               | Enkelvoudige droge plaat               | Enkelvoudige droge plaat               | Enkelvoudige droge plaat               | Enkelvoudige droge plaat               | Enkelvoudige droge plaat               | Enkelvoudige droge plaat               | Enkelvoudige droge plaat               |                                        |
| Versnellingen          | 3                       | 3                       | 3                       | 4 (Sturmey-Archer, vanaf 1935: Burman) | 4 (Sturmey-Archer, vanaf 1935: Burman) | 4 (Sturmey-Archer, vanaf 1935: Burman) | 4 (Sturmey-Archer, vanaf 1935: Burman) | 4 (Sturmey-Archer, vanaf 1935: Burman) | 4 (Sturmey-Archer, vanaf 1935: Burman) | 4 (Sturmey-Archer, vanaf 1935: Burman) | 4 (Sturmey-Archer, vanaf 1935: Burman) | 4 (Sturmey-Archer, vanaf 1935: Burman) | 4 (Sturmey-Archer, vanaf 1935: Burman) | 4 (Sturmey-Archer, vanaf 1935: Burman) | 4 (Sturmey-Archer, vanaf 1935: Burman) | 4 (Sturmey-Archer, vanaf 1935: Burman) | 4 (Sturmey-Archer, vanaf 1935: Burman) |
| Secundaire aandrijving | Ketting                 | Ketting                 | Ketting                 | Ketting                                | Ketting                                | Ketting                                | Ketting                                | Ketting                                | Ketting                                | Ketting                                | Ketting                                | Ketting                                | Ketting                                | Ketting                                | Ketting                                | Ketting                                |                                        |
| Rijwielgedeelte        | Open brugframe          | Open brugframe          | Dubbel wiegframe        | Loop frame                             | Loop frame                             | Loop frame                             | Loop frame                             | Loop frame                             | Loop frame                             | Loop frame                             | Loop frame                             | Loop frame                             | Loop frame                             | Loop frame                             | Loop frame                             | Loop frame                             |                                        |
| Voorvork               | Parallellogramvork      | Parallellogramvork      | Parallellogramvork      | Parallellogramvork                     | Parallellogramvork                     | Parallellogramvork                     | Parallellogramvork                     | Parallellogramvork                     | Parallellogramvork                     | Parallellogramvork                     | Parallellogramvork                     | Parallellogramvork                     | Parallellogramvork                     | Parallellogramvork                     | Parallellogramvork                     | Parallellogramvork                     |                                        |
| Achtervork             | Star                    | Star                    | Star                    | Star                                   | Star                                   | Star                                   | Star                                   | Star                                   | Star                                   | Star                                   | Star                                   | Star                                   | Star                                   | Star                                   | Star                                   | Star                                   |                                        |
| Voorrem                | Trommelrem              | Trommelrem              | Trommelrem              | Trommelrem                             | Trommelrem                             | Trommelrem                             | Trommelrem                             | Trommelrem                             | Trommelrem                             | Trommelrem                             | Trommelrem                             | Trommelrem                             | Trommelrem                             | Trommelrem                             | Trommelrem                             | Trommelrem                             |                                        |
| Achterrem              | Trommelrem              | Trommelrem              | Trommelrem              | Trommelrem                             | Trommelrem                             | Trommelrem                             | Trommelrem                             | Trommelrem                             | Trommelrem                             | Trommelrem                             | Trommelrem                             | Trommelrem                             | Trommelrem                             | Trommelrem                             | Trommelrem                             | Trommelrem                             |                                        |
| Tankinhoud             | Onbekend                | Onbekend                | 13,6 liter              | Onbekend                               | Onbekend                               | Onbekend                               | Onbekend                               | Onbekend                               | Onbekend                               | Onbekend                               | Onbekend                               | Onbekend                               | Onbekend                               | Onbekend                               | Onbekend                               | Onbekend                               |                                        |
| Droog gewicht          | 170 kg                  | 170 kg                  | 150 kg                  | Onbekend                               | Onbekend                               | Onbekend                               | Onbekend                               | Onbekend                               | Onbekend                               | Onbekend                               | Onbekend                               | Onbekend                               | Onbekend                               | Onbekend                               | Onbekend                               | Onbekend                               |                                        |
| Matchless-model        | Geen                    | Geen                    | Geen                    | X/3                                    | 33/X3                                  | 34/X4                                  | 35/X4                                  | 36/X4                                  | 37/X4                                  | Geen                                   | 38/X4                                  | Geen                                   | 39/X4                                  | Geen                                   | 39/X4                                  | Geen                                   |                                        |